# OHIO101
OHIO101（オハイオワンオーワン）は、日本のバンド。2004年に結成。

## 概要
ガレージ、サイケ、ブルース混在の、スリーピースバンド。

## メンバー
- 鈴木純也…ヴォーカル・ギター

誕生日　8月14日
血液型B型
愛知県出身
- - OHIO101の全ての作詞・作曲を手がける。
- 調先人…ベース

誕生日9月14日
血液型O型
福岡県出身
- クハラカズユキ…ドラムス

誕生日　4月3日
血液型O型
北海道出身

## ディスコグラフィー
- 1st Single『誰かの声』2005年2月

1. アキラメタノハ
2. なんにもない
3. 誰かの声

- 1st Album『アキラメタノハ』2005年10月19日

1. アキラメタノハ
2. なんにもない
3. 無頼候ふ
4. 海賊ヒトリボッチ
5. 紅い空
6. 新宿アウトロー
7. 誰かの声
8. たそがれヒースロー

- - ゲストアーティストとして、フラワーカンパニーズの鈴木圭介、グレートマエカワ、竹安堅一、現The Birthdayのクハラカズユキ、ソウルフラワーユニオンの奥野真哉らが参加。
- 2nd Album『陽のあたる場所へ』2009年11月6日

1. ロー
2. 天命尽キタ
3. 陽のあたる場所へ
4. 太陽系から落ちてきた男
5. 遠くへいこう
6. 思い出してみろ

- 3rd Album『AUTOPILOT』2020年3月20日

1. パイロットジャングルジム
2. ゼロ
3. くさりかけのパイン
4. 暗い部屋の僕の笑顔
5. 貝ニナリタイ
6. 待っていたのは悲しみだけ、僕の残した足跡はもう…